# Зачатье (Ярославская область)
Зачатье — село в Борисоглебском районе Ярославской области, входит в состав Инальцинского сельского поселения.

## География
Расположено на берегу речки Золотуха в 17 км на юго-запад от центра поселения деревни Инальцино и в 31 км на юго-запад от райцентра посёлка Борисоглебский.

## История
Каменная пятиглавая церковь с колокольней во имя Зачатия св. Анны и св. прор. Илии сооружена в 1817 году вместо бывшей деревянной. В 1868 году расширена трапезная под руководством губернского архитектора А. М. Достоевского. В первой половине XIX в. храм расписан, в середине XIX века возведён трёхъярусный иконостас. При храме была церковно-приходская школа. Церковь закрыта в 1941 году.
В конце XIX — начале XX село входило в состав Березниковской волости Ростовского уезда Ярославской губернии. В 1885 году в селе было 25 дворов.
С 1929 года село являлось центром Зачатьевского сельсовета Борисоглебского района, с 1935 по 1959 год — в составе Петровского района, в 1990-е годы — в составе Щуровского сельсовета (сельского округа), с 2005 года — в составе Инальцинского сельского поселения.

## Население
| 1859 | 2007 | 2010 |
| ---- | ---- | ---- |
| 160  | →160 | ↘103 |

## Достопримечательности
В селе расположена недействующая Церковь Зачатия Анны (1817).